# IX Giochi olimpici invernali
I IX Giochi olimpici invernali (in tedesco: IX. Olympische Winterspiele), noti anche come Innsbruck '64, si sono svolti a Innsbruck (Austria) dal 29 gennaio al 9 febbraio 1964.

## I Giochi

### Discipline
Ai IX Giochi olimpici invernali si disputarono 34 eventi relativi a 10 discipline (raggruppate in 6 sport):
| Sport                     | Disciplina              | Maschile | Femminile | Misti | Totali |
| ------------------------- | ----------------------- | -------- | --------- | ----- | ------ |
| Biathlon                  | Biathlon                | 1        |           |       | 1      |
| Bob                       | Bob                     | 2        |           |       | 2      |
| Hockey su ghiaccio        | Hockey su ghiaccio      | 1        |           |       | 1      |
| Pattinaggio su ghiaccio   | Pattinaggio di figura   | 1        | 1         | 1     | 3      |
| Pattinaggio su ghiaccio   | Pattinaggio di velocità | 4        | 4         |       | 8      |
| Sci (incluso sci nordico) | Sci alpino              | 3        | 3         |       | 6      |
| Sci (incluso sci nordico) | Combinata nordica       | 1        |           |       | 1      |
| Sci (incluso sci nordico) | Salto con gli sci       | 2        |           |       | 2      |
| Sci (incluso sci nordico) | Sci di fondo            | 4        | 3         |       | 7      |
| Slittino                  | Slittino                | 1        | 1         | 1     | 3      |
| Totale                    | Totale                  | 20       | 12        | 2     | 34     |

Come sport dimostrativo fu presente anche lo stock sport.

### Calendario degli eventi
| ● | Cerimonia di apertura | ● | Competizioni | ● | Numero Finali | ● | Cerimonia di chiusura |

| Eventi / Giorni         | Gennaio/Febbraio 1964 | Gennaio/Febbraio 1964 | Gennaio/Febbraio 1964 | Gennaio/Febbraio 1964 | Gennaio/Febbraio 1964 | Gennaio/Febbraio 1964 | Gennaio/Febbraio 1964 | Gennaio/Febbraio 1964 | Gennaio/Febbraio 1964 | Gennaio/Febbraio 1964 | Gennaio/Febbraio 1964 | Gennaio/Febbraio 1964 | Gennaio/Febbraio 1964 |
| Eventi / Giorni         | 29                    | 30                    | 31                    | 1                     | 2                     | 3                     | 4                     | 5                     | 6                     | 7                     | 8                     | 9                     | tot                   |
| ----------------------- | --------------------- | --------------------- | --------------------- | --------------------- | --------------------- | --------------------- | --------------------- | --------------------- | --------------------- | --------------------- | --------------------- | --------------------- | --------------------- |
| Cerimonia d'apertura    | ●                     |                       |                       |                       |                       |                       |                       |                       |                       |                       |                       |                       |                       |
| Biathlon                |                       |                       |                       |                       |                       |                       | ●                     |                       |                       |                       |                       |                       | 1                     |
| Bob                     |                       |                       |                       | ●                     | ●                     |                       |                       |                       | ●                     | ●                     |                       |                       | 2                     |
| Combinata nordica       |                       |                       |                       |                       | ●                     | ●                     |                       |                       |                       |                       |                       |                       | 1                     |
| Hockey su ghiaccio      | ●                     | ●                     | ●                     | ●                     | ●                     | ●                     | ●                     | ●                     | ●                     | ●                     | ●                     | ●                     | 1                     |
| Pattinaggio di figura   | ●                     | ●                     | ●                     |                       | ●                     | ●                     | ●                     |                       | ●                     |                       |                       |                       | 3                     |
| Pattinaggio di velocità |                       | ●                     | ●                     | ●                     | ●                     |                       | ●                     | ●                     | ●                     | ●                     |                       |                       | 8                     |
| Salto con gli sci       |                       |                       | ●                     |                       |                       |                       |                       |                       |                       |                       |                       | ●                     | 2                     |
| Sci alpino              |                       | ●                     |                       | ●                     | ●                     | ●                     |                       |                       | ●                     | ●                     | ●                     |                       | 6                     |
| Sci di fondo            |                       | ●                     |                       | ●                     | ●                     |                       |                       | ●●                    |                       | ●                     | ●                     |                       | 7                     |
| Slittino                |                       | ●                     | ●                     | ●                     |                       |                       | ●●                    | ●                     |                       |                       |                       |                       | 3                     |
| Cerimonia di chiusura   |                       |                       |                       |                       |                       |                       |                       |                       |                       |                       |                       | ●                     |                       |
| Finali                  | 1                     | 3                     | 2                     | 3                     | 5                     | 2                     | 2                     | 3                     | 3                     | 3                     | 3                     | 1                     | 31                    |

## Risultati

### Medagliere
| Posizione | Paese            |    |    |    | Totale |
| --------- | ---------------- | -- | -- | -- | ------ |
| 1         | Unione Sovietica | 11 | 8  | 6  | 25     |
| 2         | Austria          | 4  | 5  | 3  | 12     |
| 3         | Norvegia         | 3  | 6  | 6  | 15     |
| 4         | Finlandia        | 3  | 4  | 3  | 10     |
| 5         | Francia          | 3  | 4  | 0  | 7      |
| 6         | Germania         | 3  | 3  | 3  | 9      |
| 7         | Svezia           | 3  | 3  | 1  | 7      |
| 8         | Stati Uniti      | 1  | 2  | 4  | 7      |
| 9         | Canada           | 1  | 1  | 1  | 3      |
| 10        | Paesi Bassi      | 1  | 1  | 0  | 2      |
| 11        | Gran Bretagna    | 1  | 0  | 0  | 1      |
| 12        | Italia           | 0  | 1  | 3  | 4      |
| 13        | Corea del Nord   | 0  | 1  | 0  | 1      |
| 14        | Cecoslovacchia   | 0  | 0  | 1  | 1      |
| Totale    | Totale           | 34 | 39 | 31 | 104    |

### Protagonisti
- Lidija Skoblikova (URSS, pattinaggio): è la prima donna a vincere tutte e quattro le gare di velocità in un'unica edizione dei Giochi. Su tre distanze, oltre a vincere l'oro, stabilisce anche il nuovo record olimpico.
- Klavdija Bojarskich (URSS, sci di fondo): domina le gare femminili vincendo tre medaglie d'oro.
- Eero Mäntyranta (Finlandia, sci di fondo): domina le gare maschili vincendo due medaglie d'oro.
- Eugenio Monti (Italia, bob): è il primo atleta a vincere la medaglia Pierre de Coubertin per aver prestato un bullone all'equipaggio britannico composto da Tony Nash e Robin Dixon, permettendo loro di correre la gara, che poi avrebbero vinto.